# Korczyk przejściowiec
Korczyk przejściowiec (Eosentomon transitorium) – gatunek pierwogonka z rzędu Eosentomata i rodziny Eosentomidae.

## Taksonomia
Gatunek opisany został w 1908 roku przez Antonia Berlese jako jeden z pierwszych odkrytych pierwogonków i ustanowiony typowym dla rodzaju Eosentomon. Gatunek ten był w pierwszej połowie XX w., podobnie jak inne Eosentomon często mylnie oznaczany, w związku z czym wątpliwe są choćby dane faunistyczne i synonimizacje z tego okresu. Redeskrypcji gatunku dokonali dopiero Søren Ludvig Tuxen w 1964 oraz Andrzej Szeptycki w latach 1984-86.

## Występowanie
Gatunek prawdopodobnie występuje w całej Europie i Afryce Północnej jednak wiele danych wymaga potwierdzenia. Fauna Eurpaea podaje jego występowanie jako pewne w Austrii, Czechach, Estonii, Niemczech, Łotwie, Polsce, Słowacji, Ukrainie i Włoszech. Natomiast jako wątpliwe określone zostały tam dane o jego występowaniu na Balearach, w Belgii, Bułgarii, Chorwacji, Danii, Francji, Grecji, Hiszpanii, Islandii, Irlandii, Korsyce, Norwegii, Rosji, Rumunii, Sardynii, Szwajcarii, Szwecji, Węgrzech i Wielkiej Brytanii.